# كولي أهلب

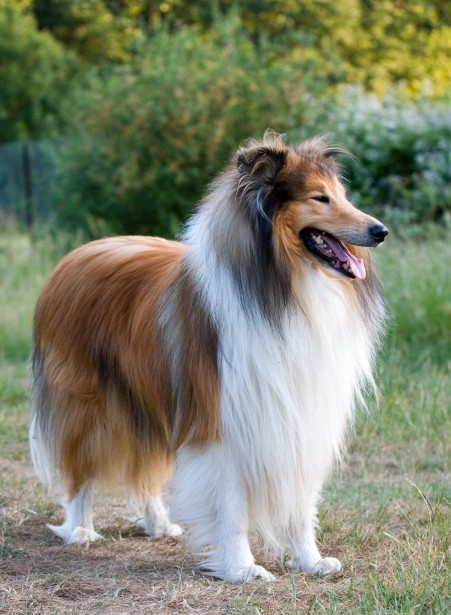
بلون السمور

الكُوليّ الأهلب أو الأثيث أو الكُوليّ طويل الشعر هو سلالة من الكلاب هلباء (كثيفة الشعر) أو أثيثة (كثيرة الشعر طويله) يراوح حجمها من المتوسط إلى الكبير. كانت نوعًا من الكولي استُخدمت ورُبيت لرعي الأغنام في إسكتلندا. ركزت التربية الحديثة على الكولي ليكون كلب استعراض ورفيقًا للإنسان. تتطلب مواصفات السلالة خطمًا مدببًا طويلًا ضيقًا مميزًا وآذانًا مائلة لذلك تُلصق آذان بعض الكلاب بعد ولادتها لتنحني. يكون الكولي الأهلب ذو ظلال من لون السمور والبياض (أحيانًا الماهُجني) والمِرل الأزرق وثلاثي الألوان والأبيض ذو رأس ملون.

## الصور

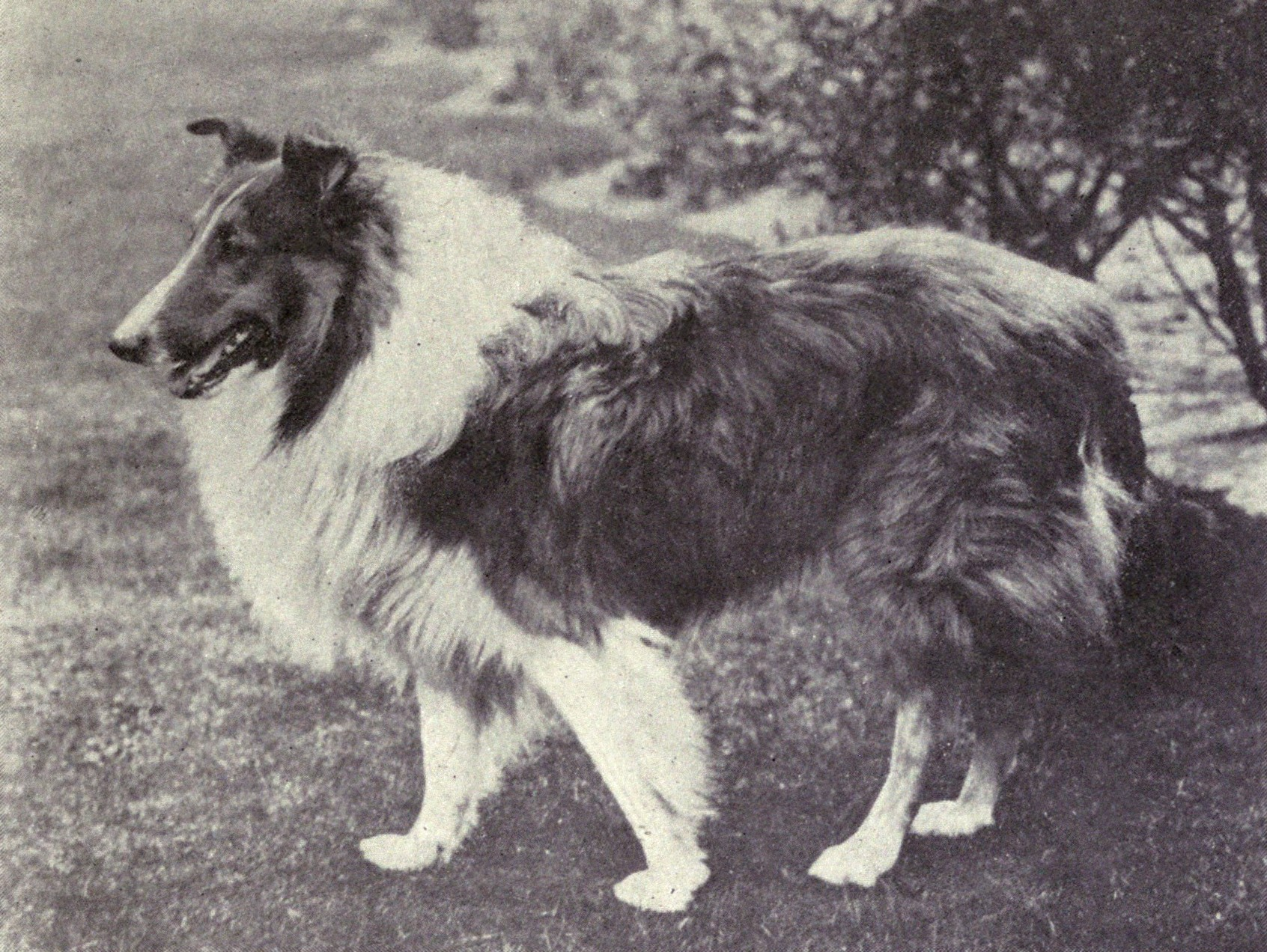
كولي أهلب نحو عام 1915
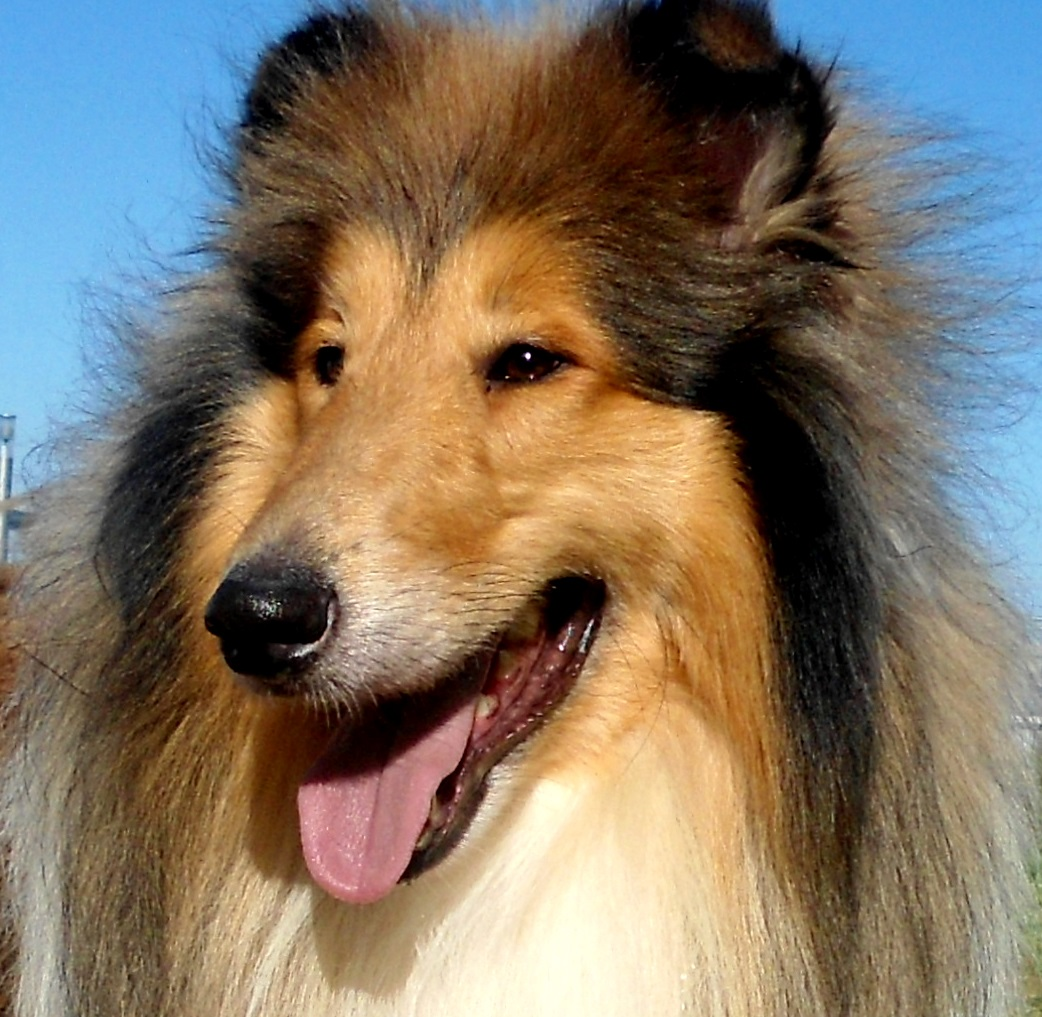
كولي أهلب ذو لون سموري
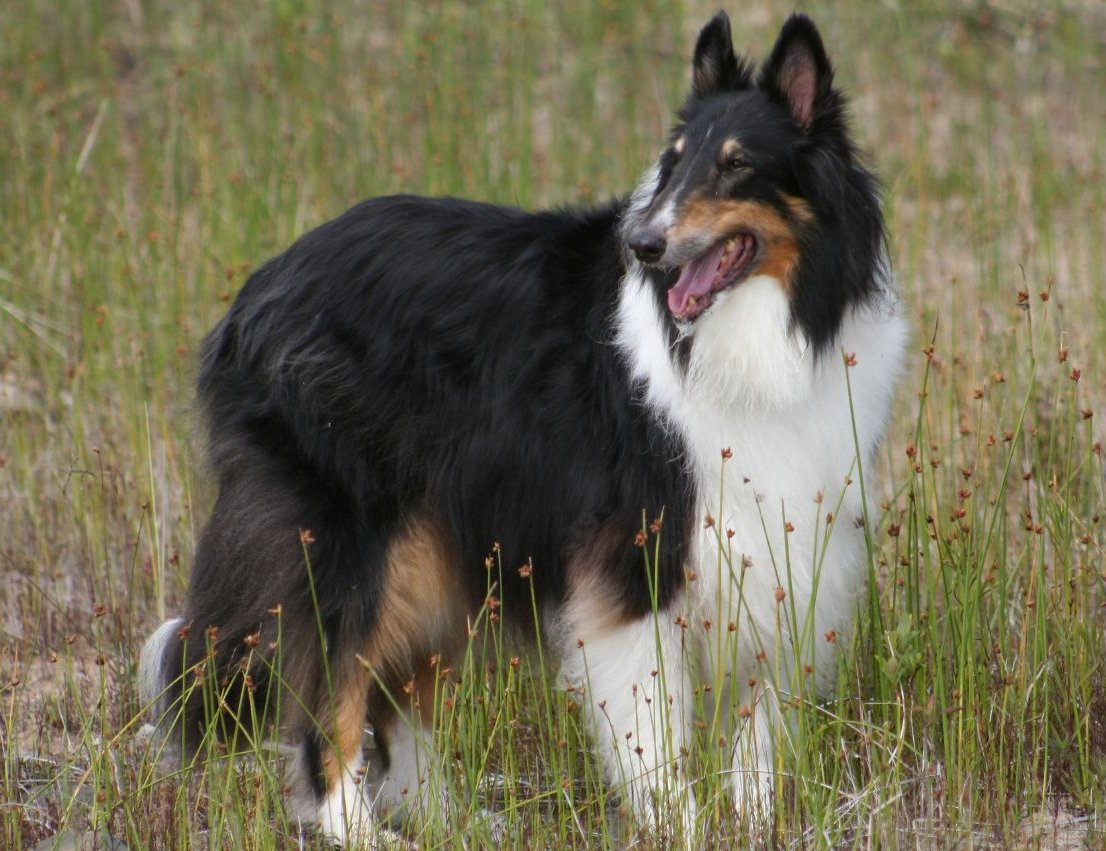
ثلاثي الألوان
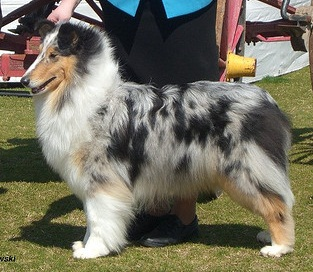
أزرق
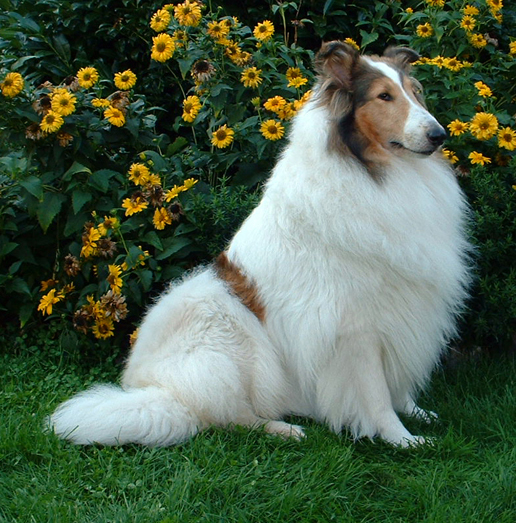
أبيض ذو رأس ملون
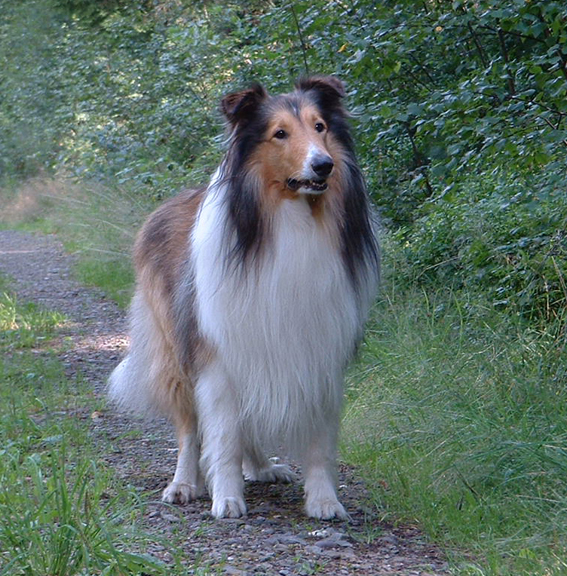
الماهوجني السمور الخام الكولي